# Солнцевське організоване злочинне угруповання
Солнцевське ОЗУ — організоване злочинне угруповання, що виникло на початку 1990-х років на території муніципального округу Солнцево Москви.

## Солнцевське ОЗУ в 1980-і роки
Як структура солнцевське ОЗУ сформувалося в 1988 році, хоча окремі його «бригади» були створені трохи раніше. За західним зразком ОЗУ побудували колишні працівники сфери обслуговування, за плечима яких були тюремні строки. Наприкінці 1980-х років до «солнцевських» приєдналися «чортановські», «черемушкінські», «ясинівські» угруповання. А остаточно коаліція сформувалася у вигляді «солнцевсько-орехівського» угруповання. Командував загальним об'єднанням лідер «ореховских» Сергій Тимофєєв («Сильвестр»). З такою великою армією головорізів було легко боротися з іншими злочинними угрупованнями, зокрема, з чеченськими.
У 1989—1990 роках був заарештований лідер «солнцевських» Сергій Михайлов («Михась»). Після цього «оріхівські» вийшли із недавно створеної коаліції. А солнцевське угруповання стало дробитися на невеликі групи.

## Солнцевське ОЗУ в 1990-і роки
Базами угруповання в різний час були: ресторан «Гавана», «Саванна», пивні бари на вулиці Удальцова, ресторан «Бомбей», готель «Салют», казино «Максим» в м. Москва. Спочатку солнцевське ОЗУ контролювало лише наперсточників, але потім стало проявляти інтерес до Південного порту і взагалі Південно-Західного району Москви, а також Олімпійського селища. Потім бригади підім'яли і ігровий бізнес в Гагарінському районі. У міру розвитку «солнцевські» зайнялися контрабандою, продажем наркотиків, зброї та автомобілів, вимаганням, проституцією, викраденням і вбивствами людей. В середині 90-х вкладали гроші в ресторанний бізнес, готелі, фінансові операції і інвестиції, мали відсоток і в нафтовому промислі.
За інформацією оперативників, в 1993 році в угруповання входило 230 бійців, в 1994 році — 300, в 1995 році — 250, з яких тільки 150 вели себе активно. До 1997 року з 250 членів ОЗУ активних було 180.
Великий вплив на угруповання справив «Сильвестр». Під впливом його ідей ОЗУ стало активно вкладати «готівку» в легальний бізнес. Тому вже в 1995 році на їх членів було зареєстровано понад 120 банків і фірм в містах Росії і Криму. Ходять чутки, що після смерті «Сильвестра», «Михась» забрав бізнес «Оріхівського» ОЗУ. Уже згадувалося, що «солнцевські» намагалися поширити свій вплив на південь Москви. Однак вони мали вагу і в Підмосков'ї: Одинцовському і Пушкінському районах. Наприклад, ринок на «Окрайці» ділили з «Ізмайловськими», де з кожного продавця мали 300—1000 доларів на місяць. Їм належав авторинок «Солнцево» і третину розважальних закладів, послуги таксі у Внуково, Шереметьєво-2 і Київському вокзалі. Під себе «солнцевські» підім'яли готелю «Космос», «Центральний будинок туриста», «Університетська», казино «Максим», «Валері» і «Клуб університетський». З солнцевським угрупованням контактував і особисто знав її лідерів засновник першого в Росії супермаркету електроніки, один з найбільш успішних бізнесменів 1990-х років Олександр Мінєєв. Данину солнцевським платили також підприємці, що торгували у ТЦД, готелі «Севастополь», станції метро «Теплий стан» на ринках Південно-Західного району, а також «Лужники». Знімали гроші вони і з трьох десятків фірм і банків.
У північній частині країни про «солнцевських» теж знали не з чуток. В Архангельську і Мурманську вони мали статутний капітал в деяких казино. Впливало ОЗУ на злочинні групи, які «кришували» тольяттинській «АвтоВАЗ». Крім цього, братки прибрали до рук і інші країни колишнього Союзу. Наприклад, їм платили латвійські групи. Курирував прибалтійська напрямок «Солнцевський» авторитет Юрій Плотніков. Гроші від рекету злочинці вкладали в нерухомість в США, Іспанії, Франції, Італії, Греції, Австрії, Чехії, Польщі, Угорщини та на Кіпрі. Належали їм деякі англійські, угорські та ізраїльські компанії. Особливо вони любили Відень і Прагу. В одному місті у них був центральний офіс, а в другому братва воліла справляти свята. Не секрет, що ОЗУ мало зв'язки з деякими співробітниками МВС, КДБ, а також ФСБ, на яких збирала компрометуючі матеріали. Так, в 1997 році з їх подачі засуджений вихователь ув'язнених Михайло Сапронов, слідчий СК МВС Володимир Лошам і старший помічник прокурора Солнцевского району Тетяна Короткова, яка, до речі, свого часу «відмазувала» залучених до кримінальної відповідальності братків.
Дослідники стверджують, що після вбивства «Сильвестра» до «солнцевських» перейшли «Оріхівські». В кінці 90-х ОЗУ співпрацювало з «Кемеровськими», «Кунцевськими», «Подільськими», «Одінцовськими», «Таганськими», «Люберецькими», «Долгопрудненськими» і «Відновскими». За деякою інформацією, ОЗУ мало дружні зв'язки з італійською мафією «Ндрангета» і латино-американським наркокартелем «Калі». Вважають, що з останнім налагодив зв'язки Іваньков, коли був в Америці. Це сприяло початку транзиту наркотиків з Південної Америки через Росію до країн Західної Європи та США.
У 1997 році завдяки зусиллям ФСБ і Генпрокуратури було порушено кримінальну справу про підкуп слідчих, суддів та інших працівників правоохоронних органів угрупованням, але інформації про реальні терміни немає.

## Подальша доля Солнцевського ОЗУ
На даний момент солнцевське ОЗУ вважається однією з наймасштабніших в СНД (і, може бути, однією з найнебезпечніших), воно також активне і за кордоном. За відомостями ФБР, одну з гілок Солнцевського ОЗУ очолював Семен Могилевич. У депеші американського посла Джона Байєрлі від лютого 2010 року, опублікованій через WikiLeaks, стверджується, що «дах» Солнцевському ОЗУ забезпечує ФСБ.
До угрупування веде діяльність в таких великих містах як Москва, Санкт-Петербург, Єкатеринбург, Нижній Новгород, Челябінськ, Ростов-на-Дону, Уфа, Волгоград, Перм, Сочі, Воронеж, Іваново.
У Сибіру всіх учасників угруповання викинули за межі сфер впливу цих регіонів.